# 장사성

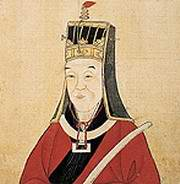
오왕 장사성 장군

장사성(張士誠, 1321년 ~ 1367년 12월 9일)은 원(元) 시대 말기의 군벌이며 대주국(大周國)의 대공(大公)이었다.
1355년 강소성(江蘇省) 남부와 절강성(浙江省) 북부까지 세력을 떨치며 진우량(陳友諒)과 연합했으나 1363년 주원장(朱元璋)과의 파양호 전투에서 대패하고 도주, 다시 원에 투항했다.
이후 절강성 서부와 회동(淮東) 등지에서 할거하며 오왕(吳王)이라 칭했으나 1367년 12월 8일 남경(南京)에서 주원장에게 사로잡혀 1367년 12월 9일 자살했다.

## 생애
장사성의 본명은 장구사(張九四)로 태주(泰州)에 인근한 향리 백구장(白駒場, 지금의 장쑤성 다펑 시)에서 출생하였으며 지난날 한때 강소성 태주에서 잠시 유아기를 보낸 적이 있고, 원래 소금을 운반하던 공인 출신이었다. 소금 맡은 관리들의 압박을 견디지 못하고 지정(至正) 13년(1353년)에 동생 장사의(張士義), 장사덕(張士德), 장사신(張士信), 소금 장사꾼 이백승(李伯升) 18인과 함께 원나라에 맞서 거병하였으며, 얼마 뒤 태주(泰州), 흥화(興化), 고우(高郵) 등 양쯔 강 북쪽의 주요 진들을 차지하였다.
지정 14년(1354년) 정월에 고우에서 나라를 세우고 국호를 대주(大周)라 하고 스스로 성왕(誠王)을 칭하였으며, 연호를 천우(天祐)로 삼았다. 원에서는 태사 겸 우승상 타타르(脫脫)의 주도 하에 장사성 진압에 나섰고, 이때 고려에서 군사를 징발하였다. 타타르는 지정 15년(1355년) 9월에 2만 3천의 고려에서 징발한 군사까지 동원한 80만 군사를 거느리고 남쪽으로 고우를 쳤으나, 11월에 장사성은 물러나 성으로 들어가 굳게 지켰고 이어 원 순제(元順帝)가 참소를 받아 병권을 잃고 원의 진압군은 퇴각하여야 했고, 장사성의 무리는 이들을 추격해 대패시켰다.
지정 16년(1356년)에 장사성은 남쪽으로 세력을 넓혔고, 평강로(平江路, 지금의 쑤저우 시)를 쳐서 차지하고 아울러 평강로를 융평부(隆平府)로 삼았다.
지정 17년(1357년)에 원 조정의 강절행성평장(江浙行省平章) 달식첩목이(達識帖睦邇)가 양완자(楊完者)를 보내 장사성을 공격했고, 장사성은 원군이 자신과 가까이 있던 방국진(方國珍)과 함께 공격하는 것에 불리함을 느끼고 원에 투항해 태위(太尉)로 봉해졌다. 지정 18년(1358년)에 달식첩목이와 연합해 병사를 일으켜 양완자를 공격했고 양완자는 자살하였다.
장사성은 주원장(朱元璋)과 진우량(陳友諒)이 크게 싸우는 틈을 타서 북쪽으로 서주(徐州)와 남지(南至) 소흥(紹興)에 할거하며 병사 수십 만을 거느리고, 군량 10만 석을 원의 대도(大都, 지금의 베이징)까지 운반했다. 23년(1363년) 3월, 여진(呂珍)을 보내 홍건적 유복통(劉福通)의 무리를 안풍(安豐)에서 쳤고, 유복통과 한림아(韓林兒)는 주원장에게 투항하였다. 9월에 장사성은 스스로 오왕(吳王)을 칭하고 동생 사신을 승상(丞相)으로 삼았으며, 황경부(黃敬夫), 채언문(蔡彥文), 엽덕신(葉德新) 세 사람을 참군(參軍)으로 임명해, 다시 원에 맞섰다. 이듬해 주원장 또한 「오왕」을 칭했다. 《삼국지연의》의 저자로 유명한 나관중(羅貫中)이 당시 장사성의 처소에서 직무를 맡고 있었던 것으로 알려져 있다.
장사성은 주원장의 세력과는 교전을 피했고, 고기잡이와 소금의 이익을 통해 근해 교통로에서 교역하며 경제적 이익을 챙겼다. 이때 고려에도 사신을 보내 토산물을 바치기도 하였다. 이때 일본의 왜구(倭寇) 세력과도 몰래 제휴하고 있었으며, 이는 훗날 명(明) 왕조가 「해금정책」을 실시하게 된 계기로 작용하였다. 주원장은 「먼저 태주 군현들을 차지해 서로 통하게 해서 사성의 날개를 제거하고 난 다음에 절서(浙西)를 모두 아우르겠다.」며 차츰 장사성의 세력을 약화시켰다. 진우량의 세력을 궤멸시킨 뒤인 지원 25년(1366년)에 주원장은 장사성에 대한 공세를 개시했고, 장사성의 동생으로 명장으로 이름높던 장사덕(張士德)이 타고 있던 말이 날뛰다 그만 서달의 선봉장인 조덕승(趙德勝)에게 잡혔고, 장사덕은 금릉(金陵)에서 굶어 죽었다. 장사덕의 죽음은 장사성의 힘을 크게 약화시켰다.
지정 26년(1367년) 12월에 장사성의 거점인 평강(平江)이 주원장에게 포위되었다. 9월에 평강성이 함락되어 장사성은 포로로 잡혔고, 응천(應天, 지금의 난징)으로 압송되는 길에 살해되었다. 《명사》(明史)에는 「금릉(金陵)에 이르러 마침내 목을 매어 죽으니 나이 47세요, 명을 내려 관곽을 갖추어 장사지내 주도록 하였다.」고 적고 있다. 다른 설로는 주원장이 장사성을 심문하는데 장사성이 먼산을 보며 「하늘의 해가 밝으나 나에게는 비치지 않았다」고 했고, 주원장은 그를 활줄로 목졸라 죽이고 성루에 효수해 관민에 보였다고 한다.
장사성의 무덤은 쑤저우 시 사당진(斜塘鎭)에 있다. 장사성의 양자 오태자(五太子)가 있었는데, 주원장에게 투항하였다.

## 같이 보기
- 나관중(羅貫中) - 《삼국지연의》(三國志演義)의 저자로 유명하며, 한때 장사성의 막료로 있었다.
- 최영 - 원에서 장사성의 농민반란군을 진압하기 위한 군사를 고려에 요구했을 때 고려군의 지휘관으로 참전하였다.